# Campeonato da Argélia de Ciclocross
O campeonato da Argélia de ciclocross apenas foi organizado uma única vez, isto em 1963 em Constantina, e o título foi atribuido a Mahfoud Ladjel.

## Palmarés masculino

### Elites
- 1963 : Mahfoud Ladjel